# 趋势图

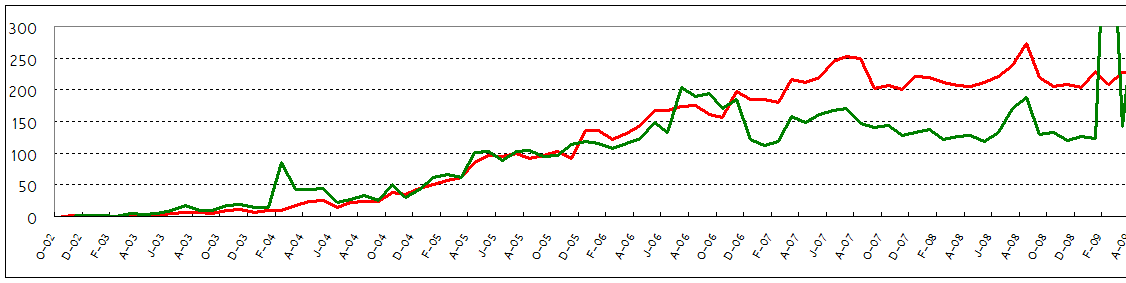
一个趋势图例子，为中文維基百科日均新增條目和編輯過百次人數，横坐标为时间，纵坐标为数量

趋势图，也称运行图、链图、走势图，是一类在时间序列中表达数据变量的統計圖表，屬於折線圖，通常该数据在一些工业或商业过程中可用来表达特定程序的表现。

## 简述
趋势图为一类简易的、表达单变量数据集的统计图形。一个通常的单变量数据集假设为：
- 随机抽取
- 固定分布
- 统一地点
- 统一比例

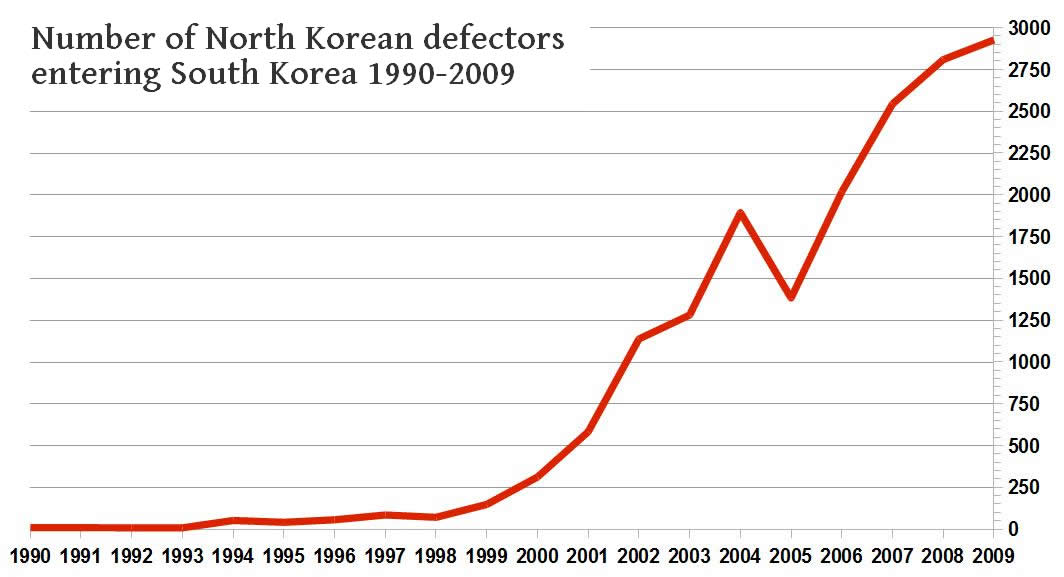
1990年-2006年，从朝鲜逃亡到韩国的人数趋势图

趋势图通常用于发现数据集中的异常现象，其暗示数据的变化往往是时间及其他特定因素所导致的变异性。
相似的统计图形为管制图，其通常用于统计过程控制，虽然并不能显示程序的控制限制值。

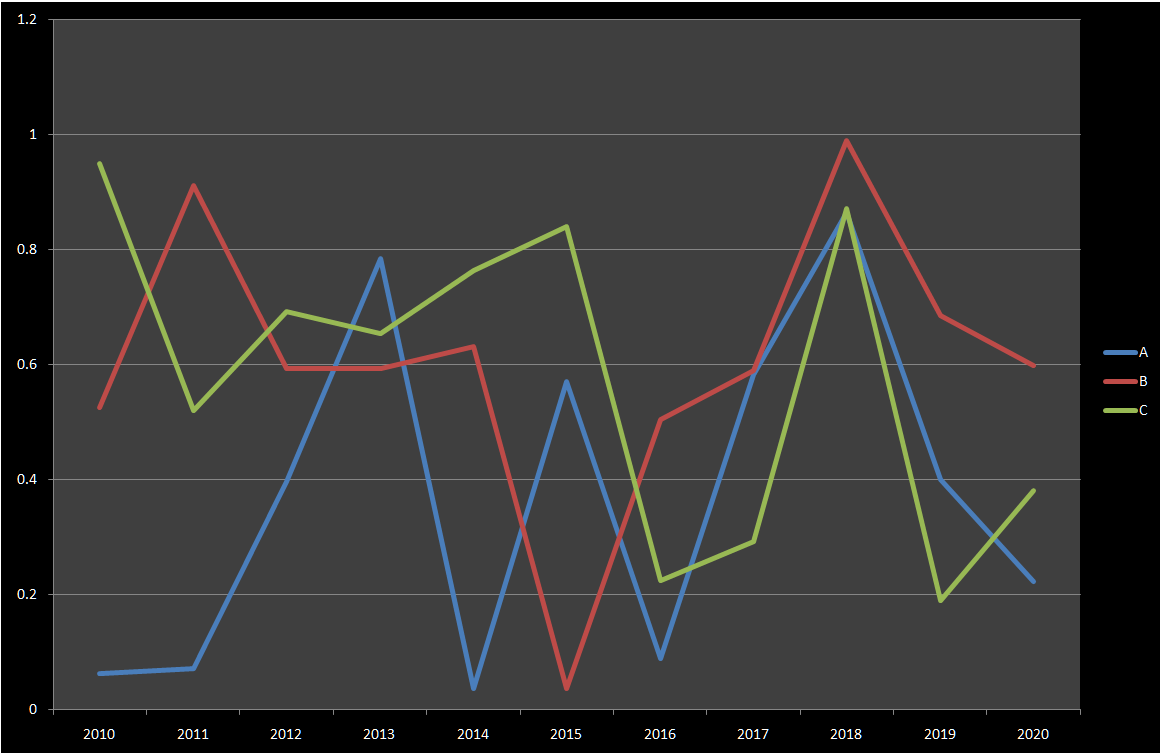
一个趋势图例子。

## 延伸阅读
- Pyzdek, Thomas.  Second Edition. New York: CRC. 2003. ISBN 0-8247-4614-7.
- Chambers, John; William Cleveland, Beat Kleiner, and Paul Tukey. . Wadsworth. 1983.